# Чемпионат Европы по тяжёлой атлетике 1933
24-й чемпионат Европы по тяжёлой атлетике прошёл с 16 по 17 сентября 1933 года в Эссене (Германия). В турнире приняли участие 28 атлетов из 9 стран. Это был последний чемпионат Европы, программа которого состояла из пятиборья (рывок левой рукой, рывок правой рукой, жим, рывок и толчок). Председатель жюри — Ж. Россэ (Франция), секретарь — А. Бурдоннэ (Франция).

## Медалисты
| Категория                    | Золото                      | Золото                                | Серебро                   | Серебро                        | Бронза                     | Бронза                             |
| До 60 кг (легчайший вес)     | Ганс Вёльперт Германия      | 420 кг (62,5+65+90+87+115)            | Ойген Мюльбергер Германия | 410 кг (65+70+75+90+110)       | Гельмут Шефер Германия     | 397,5 кг (62,5+67,5+70+82,5+115)   |
| До 67,5 кг (лёгкий вес)      | Франц Тирш Германия         | 447,5 кг (70+72,5+85+95+125)          | Курт Хельбиг Германия     | 442,5 кг (70+70+85+95+122,5)   | Анри Блан Швейцария        | 430 кг (65+70+85+90+120)           |
| До 75 кг (средний вес)       | Пьер Аллеен Франция         | 497,5 кг (77,5+87,5+87,5+107,5+137,5) | Рудольф Измайр Германия   | 492,5 кг (75+77,5+100+100+140) | Ойген Йордан Германия      | 470 кг (77,5+72,5+90+100+130)      |
| До 82,5 кг (полутяжёлый вес) | Николас Шейтлер Люксембург  | 497,5 кг (82,5+80+97,5+105+132,5)     | Якоб Фогт Германия        | 495 кг (80+80+102,5+100+132,5) | Карл Бирвирт Германия      | 485 кг (70+80+95+105+135)          |
| Свыше 82,5 кг (тяжёлый вес)  | Вацлав Бечварж Чехословакия | 552,5 кг (90+82,5+102,5+117,5+160)    | Арнольд Лухаяэр Эстония   | 537,5 кг (90+80+100+115+152,5) | Йозеф Штрасбергер Германия | 525 кг (75+82,5+122,5+107,5+137,5) |

## Командный зачёт
| Место | Страна       | Золото | Серебро | Бронза | Всего |
| ----- | ------------ | ------ | ------- | ------ | ----- |
| 1     | Германия     | 2      | 4       | 4      | 10    |
| 2     | Люксембург   | 1      | 0       | 0      | 1     |
| 2     | Франция      | 1      | 0       | 0      | 1     |
| 2     | Чехословакия | 1      | 0       | 0      | 1     |
| 5     | Эстония      | 0      | 1       | 0      | 1     |
| 6     | Швейцария    | 0      | 0       | 1      | 1     |
| Всего | Всего        | 5      | 5       | 5      | 15    |

## Результаты
До 60 кг
| Место | Спортсмен        | Рывок левой рукой | Рывок правой рукой | Жим | Рывок | Толчок | Всего |
| ----- | ---------------- | ----------------- | ------------------ | --- | ----- | ------ | ----- |
| 1     | Ганс Вёльперт    | 62,5              | 65                 | 90  | 87    | 115    | 420   |
| 2     | Ойген Мюльбергер | 65                | 70                 | 75  | 90    | 110    | 410   |
| 3     | Гельмут Шефер    | 62,5              | 67,5               | 70  | 82,5  | 115    | 397,5 |
| 4     | Аттилио Бескапе  |                   |                    |     |       |        | 390   |

До 67,5 кг
| Место | Спортсмен    | Рывок левой рукой | Рывок правой рукой | Жим | Рывок | Толчок | Всего |
| ----- | ------------ | ----------------- | ------------------ | --- | ----- | ------ | ----- |
| 1     | Франц Тирш   | 70                | 72,5               | 85  | 95    | 125    | 447,5 |
| 2     | Курт Хельбиг | 70                | 70                 | 85  | 95    | 122,5  | 442,5 |
| 3     | Анри Блан    | 65                | 70                 | 85  | 90    | 120    | 430   |

До 75 кг
| Место | Спортсмен      | Рывок левой рукой | Рывок правой рукой | Жим  | Рывок | Толчок | Всего |
| ----- | -------------- | ----------------- | ------------------ | ---- | ----- | ------ | ----- |
| 1     | Пьер Аллеен    | 77,5              | 87,5               | 87,5 | 107,5 | 137,5  | 497,5 |
| 2     | Рудольф Измайр | 75                | 77,5               | 100  | 100   | 140    | 492,5 |
| 3     | Ойген Йордан   | 77,5              | 72,5               | 90   | 100   | 130    | 470   |

До 82,5 кг
| Место | Спортсмен       | Рывок левой рукой | Рывок правой рукой | Жим   | Рывок | Толчок | Всего |
| ----- | --------------- | ----------------- | ------------------ | ----- | ----- | ------ | ----- |
| 1     | Николас Шейтлер | 82,5              | 80                 | 97,5  | 105   | 132,5  | 497,5 |
| 2     | Якоб Фогт       | 80                | 80                 | 102,5 | 100   | 132,5  | 495   |
| 3     | Карл Бирвирт    | 70                | 80                 | 95    | 105   | 135    | 485   |

Свыше 82,5 кг
| Место | Спортсмен         | Вес   | Рывок левой рукой | Рывок правой рукой | Жим   | Рывок | Толчок | Всего |
| ----- | ----------------- | ----- | ----------------- | ------------------ | ----- | ----- | ------ | ----- |
| 1     | Вацлав Бечварж    | 98,5  | 90                | 82,5               | 102,5 | 117,5 | 160    | 552,5 |
| 2     | Арнольд Лухаяэр   | 116,5 | 90                | 80                 | 110   | 115   | 152,5  | 537,5 |
| 3     | Йозеф Штрасбергер | 135   | 75                | 82,5               | 122,5 | 107,5 | 137,5  | 525   |
| 4     | Пауль Валь        |       | 82,5              | 77,5               | 100   | 112,5 | 135    | 507,5 |